# Julius Schmidt
Johann Friedrich Julius Schmidt, född 26 oktober 1825 i Eutin, död 20 februari 1884 i Aten, var en tysk astronom.
Schmidt var från 1858 direktor för observatoriet i Aten. Han var en mångsidig astronomisk observatör och gjorde viktiga iakttagelser över bland annat kometerna, variabla stjärnor och zodiakalljuset. Han tilldelade Valzpriset 1878. Schmidts mest berömda verk är en genom preussiska regeringens försorg utgiven stor atlas över månytan, Charte der Gebirge des Mondes nach eigenen Beobachtungen 1840–74 (1878). Han avslutade även och utgav Wilhelm Gotthelf Lohrmanns Mondcharte in 25 Sectionen (1877).